# Església del turó de Ieud
L'església del turó de Ieud (en romanès: Biserica din Ieud Deal) és una església ortodoxa romanesa de la comuna Ieud, al comtat de Maramureș, Romania, dedicada a la Nativitat de la Mare de Déu.
Es va construir a principis del segle XVII i és un dels vuit edificis que formen les esglésies de fusta de Maramureș. Està reconeguda com a Patrimoni Mundial de la UNESCO i també està catalogat com a monument històric pel Ministeri de Cultura i Afers Religiosos del país.
El seu nom prové del fet que es troba en un turó que du aquest nom i es menciona per distingir-lo de l'església de la vall de Ieud.

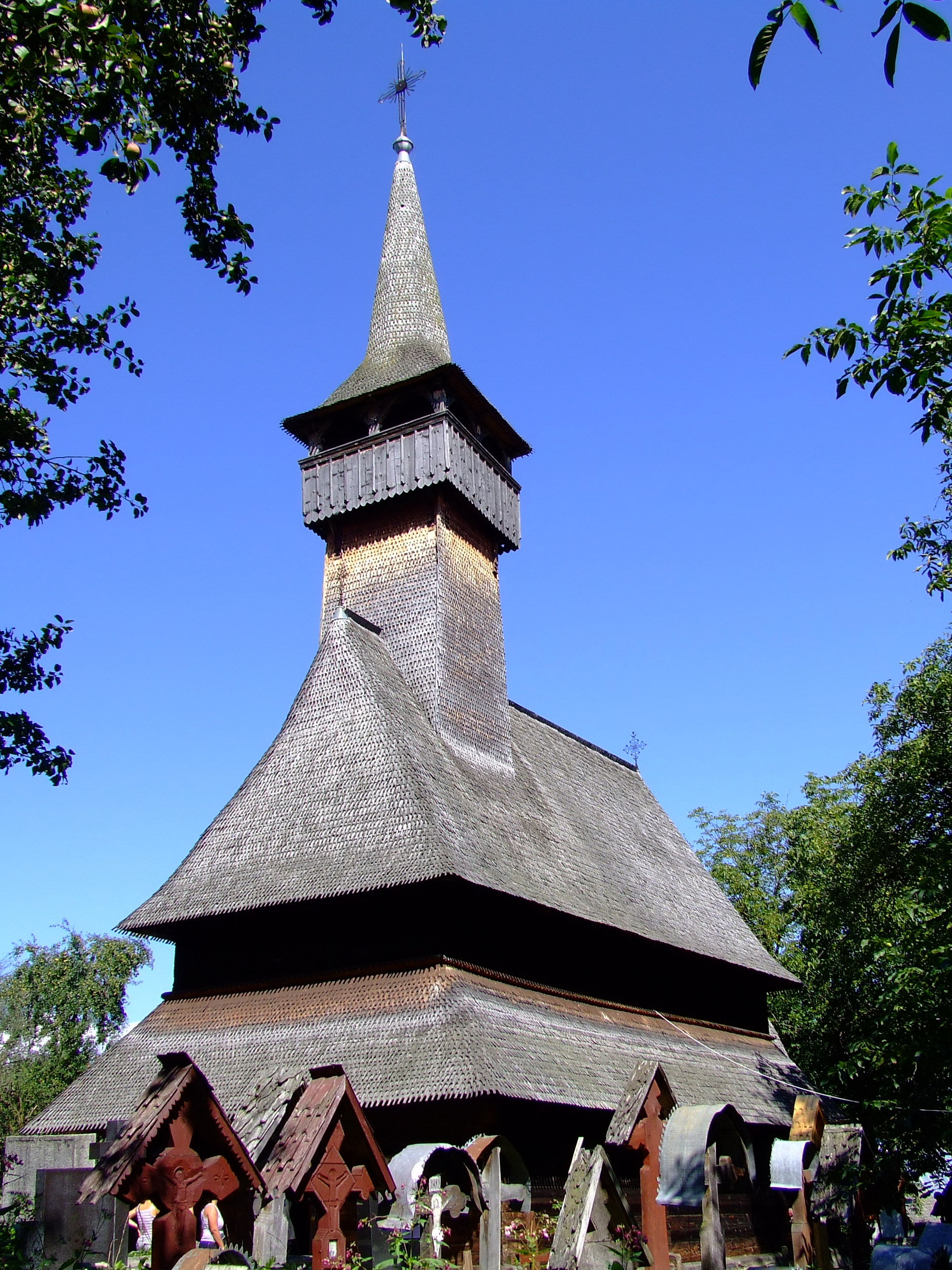
Església del turó de Ieud